# Diamond Only
「Diamond Only」（ダイアモンド・オンリー）は、E-girlsの8作目のシングル曲。2014年2月26日にrhythm zoneより発売された。

## 概要
「CD+DVD」「CD」「CD（mu-moショップ、LDHモバイルショップ、イベント会場限定盤）」「ミュージックカード(全29種、mu-moショップ、LDHモバイルショップ、イベント会場限定盤）」の32形態で発売。初回限定盤特典としてスペシャル缶バッジ引換カードが付属している。
2014年2月26日に新曲が発売されること、日本テレビドラマ『恋文日和』主題歌になることが12月27日に発表。
DVDには前作「クルクル」同様、曲が始まる前にHappinessとFlowerのパフォーマーと武部柚那・武田杏香・萩尾美聖・稲垣莉生・石井杏奈・山口乃々華・生田梨沙・中嶋桃花・渡邉真梨奈による「制服ダンス」が披露されている。
今作は、今までと異なり、E-girls全メンバーが参加している。
Googleが発表したYouTube Rewind 2014の「2014年トップトレンド音楽動画（日本）」で20位を記録した。

## 収録曲

### CD
1. Diamond Only – 3:48
作詞：藤林聖子、作曲・編曲：Erik Lidbom・Albi Albertsson
  - ボーカルはDreamのAmi、Shizuka、Aya、Happinessの藤井夏恋、Flowerの鷲尾伶菜
  - 日本テレビ系ドラマ『恋文日和』主題歌[3]
  - 『Samantha Vega×Honey Bunch〜Disney New Collection〜』TVCMソング[5]
  - 日本テレビ系『ミュージックドラゴン』2014年2月度エンディングテーマ[6]
  - 広島東洋カープの小園海斗内野手や、福岡ソフトバンクホークスの今宮健太内野手が登場曲として使用している。[7]
2. GO LADY!! – 3:50
作詞：岡田マリア、作曲・編曲：CLARABELL
  - ボーカルはDreamのAya、Erie、Flowerの武藤千春、市來杏香
3. Diamond Only (Instrumental)
4. GO LADY!! (Instrumental)

### CD+DVD
CD
1. Diamond Only
2. GO LADY!!
3. Diamond Only (Instrumental)

DVD
1. Diamond Only (Video Clip)